# Starý židovský hřbitov v Kolíně
Starý židovský hřbitov v Kolíně má vchody z Kmochovy a Sluneční ulice. Je chráněn jako kulturní památka České republiky.

## Historie a popis

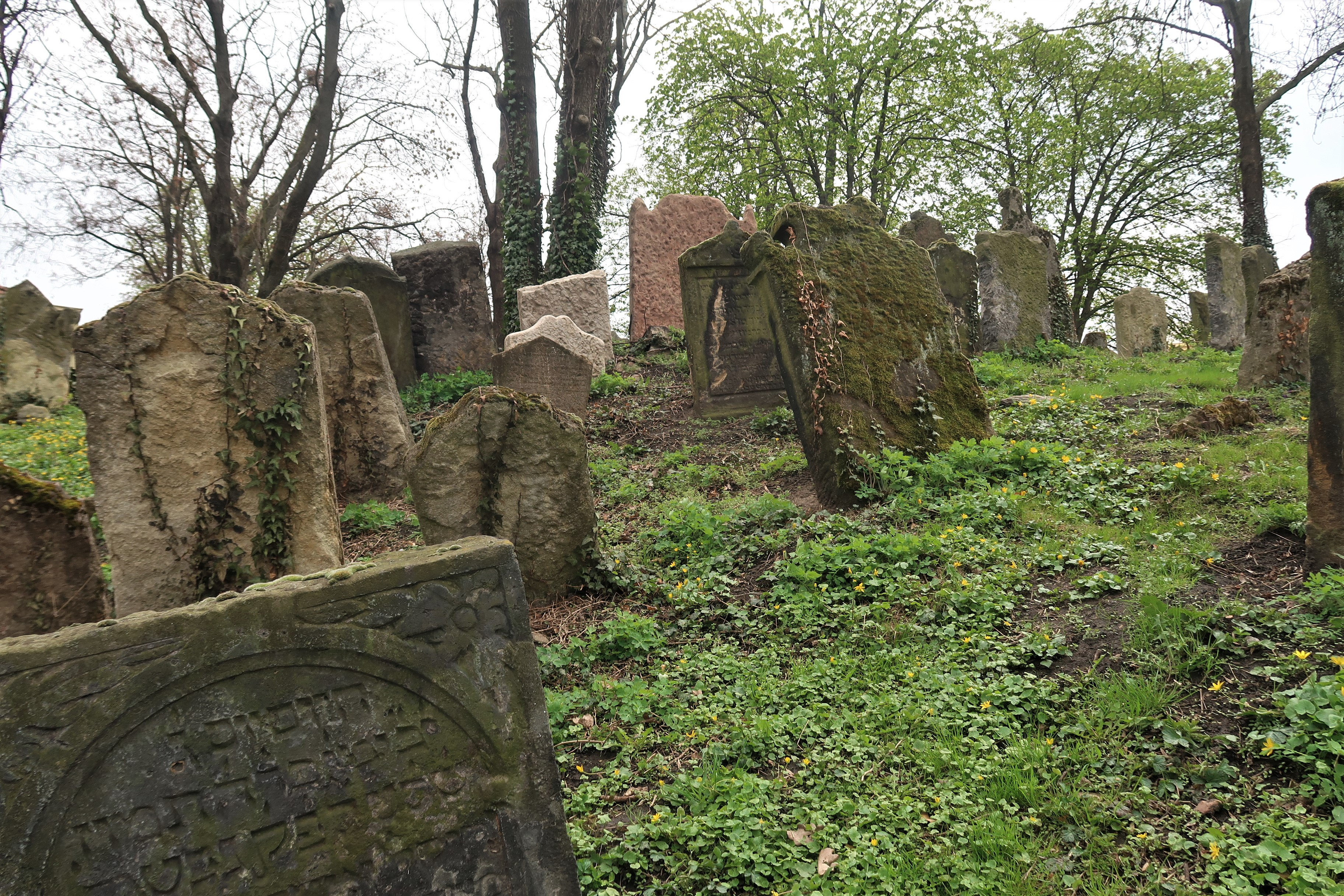
Starý židovský hřbitov v Kolíně

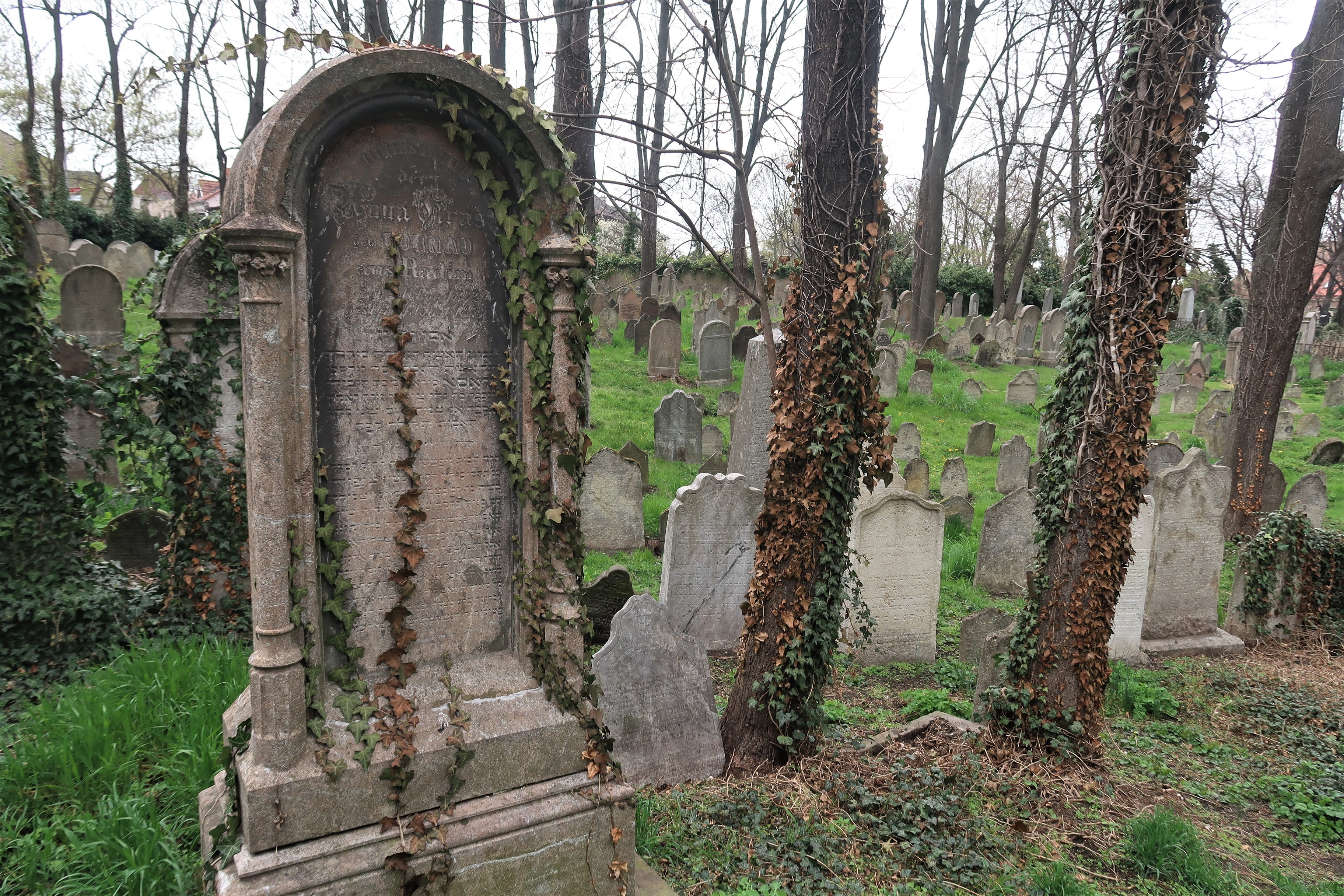
Starý židovský hřbitov v Kolíně

Hřbitov byl údajně založen v roce 1418, byl několikrát rozšiřován a poslední obřad zde proběhl roku 1887, kdy vznikl židovský hřbitov nový v Kolíně-Zálabí. Do dnešní doby se zachovalo kolem 2600 náhrobků, jež dobře dokumentují vývoj náhrobních kamenů a hřbitov je tak po pražském Starém židovském hřbitově považován za druhý nejvýznamnější v zemi: na rozloze 1,128 ha se nachází 2693 náhrobků (maceva), většina z 16. až 19. století, nejstarší z roku 1492.
Mezi zde pohřbené osobnosti patří Eliáš ben Šemuel Maisel, přímý příbuzný (nejpravděpodobněji prasynovec) pražského primase Mordechaje Maisela, zesnulý roku 1621, na jehož náhrobku lze spatřit myš, jež symbolizuje jeho jméno. Pohřbena je tu také dlouhá řada rabínů, jako byl například rabín Chajim ben Sinaj, jehož velký renesanční náhrobní kámen z roku 1624 na pahorku uprostřed hřbitova je bohatě zdoben po vzoru náhrobku Chajimova strýce, proslulého rabiho Löwa. Zaujme také renesanční náhrobek s hroznem vína Jehudova syna rabína Becalela zemřelého roku 1599, či novější náhrobní kámen továrníka Josefa Weissbergera (1824–1872), jež nese prvky klasicismu.
Z důvody stavby přilehlé skautské klubovny došlo ve 20. století ke zmenšení plochy areálu.

## Současnost
Od roku 1996 má areál v péči Židovská obec v Praze.
Hřbitov je uzamčen, v Městském informačním centru na Karlově náměstí je k zapůjčení klíč.